# نهائي كأس الأمم الإفريقية 1974
نهائي كأس الأمم الأفريقية 1974 كانت مباراة كرة القدم بين زائير وزامبيا في ملعب ناصر في القاهرة لتحديد الفائز في كأس الأمم الأفريقية 1974، النسخة التاسعة من كأس الأمم الأفريقية. تم تعادل النهائي 2-2 في 12 مارس 1974 ، قبل أن تفوز زائير في الإعادة 2-0 بعد يومين. كانت أول كأس الأمم الأفريقية تنتهي بعد الإعادة.

## الطريق إلى النهائي

### جدول المباريات
| الفريق   | النقاط | لعب |
| -------- | ------ | --- |
| الكونغو  | 5      | 3   |
| زائير    | 4      | 3   |
| غينيا    | 3      | 3   |
| موريشيوس | 0      | 3   |

| الفريق     | النقاط | لعب |
| ---------- | ------ | --- |
| مصر        | 6      | 3   |
| زامبيا     | 4      | 3   |
| أوغندا     | 1      | 3   |
| ساحل العاج | 1      | 3   |

## التفاصيل

### النهائي
| زائير                  | 2–2 (ب.و.إ.) | زامبيا                            |
| ---------------------- | ------------ | --------------------------------- |
| مولامبا نداي 65'، 117' | [ 2 ]        | كواشي 40' · بريجتون سينيانغي 120' |

### الإعادة
| زائير                 | 2–0   | زامبيا |
| --------------------- | ----- | ------ |
| مولامبا نداي 30'، 76' | [ 4 ] |        |

## روابط خارجية
- Details at RSSSF